# Mindre kristallsnäcka
Mindre kristallsnäcka (Vitrea contracta) är en snäckart som först beskrevs av Westerlund 1871. Enligt Catalogue of Life ingår Mindre kristallsnäcka i släktet Vitrea och familjen Zonitidae, men enligt Dyntaxa är tillhörigheten istället släktet Vitrea och familjen kristallsnäckor. Enligt den finländska rödlistan är arten nära hotad i Finland. Arten är reproducerande i Sverige. Artens livsmiljö är lundskogar. Inga underarter finns listade i Catalogue of Life.